# Liliana García
Liliana García Sosa (Montevideo, 17 de octubre de 1957) es una actriz, procuradora, activista por los derechos humanos y directora teatral uruguaya-española de reconocida trayectoria en cine, teatro y televisión.
En el año 2008 es nombrada Agregada Cultural ad honorem de la Embajada de Uruguay en Chile, cargo que ocupa hasta el presente.
Recibió la condecoración Cavaliere dell’Ordine Della Stella D’Italia en 2018, otorgada en reconocimiento a su trayectoria profesional no solo en el arte, sino también en la gestión cultural, creando puentes de colaboración e intercambio entre ambos países y sus culturas.
Desde el 2020 al 2022, integró la Directiva de la Comisión Chilena de Derechos Humanos.

## Biografía
Durante su infancia en Uruguay, cursó educación primaria y secundaria en la Escuela y Liceo Elbio Fernández de Montevideo.
En 1981 egresa de la Escuela de Arte Dramático del Teatro Circular de Montevideo —con posterior especialización de docencia en Arte Escénico—, y en 1976, de la Escuela de Arte Dramático de la Institución Teatral El Galpón.
Simultáneamente estudia Abogacía en la Universidad de la República, donde se aboca como dirigente estudiantil a la conquista del cogobierno y la autonomía de dicha institución. Desarrolla además, una importante actividad como dirigente sindical en la Sociedad Uruguaya de Actores.
Se recibe de Procurador y un año antes de finalizar la carrera de Abogado, abandona la universidad por su traslado a Chile.
Cursó talleres de formación artística a nivel nacional e internacional, con destacadas figuras como Eugenio Barba, Aderbal Freire Filho, José Estruch, Patricia Ariza, Santiago García, Ramón Griffero, Atahualpa del Cioppo, Nelly Goitiño, entre otros.
Integra también el elenco estable del Teatro Circular de Montevideo de manera ininterrumpida desde 1977 a 1987.
Trabaja con prestigiosos directores de la escena uruguaya, entre los que se destacan Roberto Fontana, Júver Salcedo, Omar Grasso, Héctor Manuel Vidal, Jorge Curi, Dervy Vilas, Santiago Introini, Sebastián Barrios, entre otros.
En 1987, se traslada a Chile donde continúa con su actividad teatral, bajo la dirección de Delfina Guzmán, Liliana Ross, Mateo Iribarren, Cristián Campos, Rodrigo Muñoz, Manuel Calzada Pérez (España), Pete Brooks (Inglaterra) y Tomás Vidiella, entre otros y comienza a desarrollar una importante carrera televisiva y cinematográfica.
En cine trabaja bajo la dirección de Raúl Ruiz (Francia), Gonzalo Justiniano (Chile), Esteban Schroeder (Uruguay), Jörg Grünler (Alemania), Sebastián Lelio (Chile), Juan Carlos Rodríguez Castro (Uruguay), entre otros.
En televisión ha trabajado en más de 50 producciones de ficción, desde el año 1988, en los canales TVN, Mega, Chilevisión y Canal 13 de Chile. Protagonizó Bravo, El amor está de moda, Adrenalina, Rossabella, A todo dar, entre otras producciones.
Continúa su trabajo sindical en Sidarte y forma parte de la creación de la Sociedad de Gestión Chileactores, siendo Miembro Consejero de su directiva por nueves años.
Tiene estrenados una veintena de títulos teatrales, muchos de ellos con largas temporadas y giras internacionales por Argentina, España, Inglaterra, Escocia, Italia, entre otros.
También ha dictado talleres e incursionado en la docencia a nivel universitario.
Su probada y comprometida carrera hace que en el año 2008 sea nombrada por el entonces presidente uruguayo Tabaré Vázquez Agregada Cultural ad honorem de la Embajada del Uruguay en Chile, cargo que desempeña hasta el presente. En el año 2009, el Archivo Nacional de la Imagen (Sodre) la honra exponiendo un retrato suyo en la tercera edición de la exposición fotográfica Mujeres Uruguayas, la que se lleva a cabo con el fin de homenajear a mujeres del Uruguay que se han destacado en muy diferentes áreas del quehacer nacional.
En octubre de 2014 protagoniza la obra El Diccionario, del dramaturgo Manuel Calzada Pérez, en el Centro Cultural Gabriela Mistral (GAM), dirigida por el mismo dramaturgo español, quien es galardonado ese año con el Premio Nacional de Literatura Dramática de España. La obra se presenta durante dos temporadas en Chile y es seleccionada por la Dirección de Asuntos Culturales (Dirac) del Ministerio de Relaciones Exteriores de Chile llevando a cabo una gira por Uruguay e Italia.
En 2017 estrena Operación Condor: El Vuelo de Laura, basada en la idea original propia, con la dramaturgia de Daniela Lillo. El Ministero Italiano per i Beni e le Attività Culturali (MIBACT) reconoce la obra como Proyecto Especial 2017. La obra se presenta en el Teatro Marcello de Roma y participa en el Festival Quartieri dell'Arte en la ciudad de Vitorchiano, Italia, como así en el Festival Internacional de Teatro a Mil (FITAM) en Chile y en el Teatro El Galpón, Uruguay.
En 2023, con motivo de la conmemoración de los 50 años del Golpe de Estado en Chile, dirige en una nueva puesta en escena esta obra con equipo latinoamericano, presentándose en diferentes ciudades de Chile, en Montevideo (Uruguay) y en Buenos Aires (Argentina).

## Televisión
| Año  | Título                   | Papel                        |
| ---- | ------------------------ | ---------------------------- |
| 1988 | Semidiós                 | Claudia Menéndez             |
| 1988 | Matilde dedos verdes     | Claudia                      |
| 1989 | Bravo                    | Myriam Silva                 |
| 1990 | Acércate más             | Estela Costabal              |
| 1991 | Ellas por ellas          | Wanda Cáceres                |
| 1992 | Fácil de amar            | Macarena                     |
| 1993 | Doble juego              | Ester Bernal                 |
| 1994 | Top secret               | Eliana Valle                 |
| 1995 | El amor está de moda     | Jacqueline                   |
| 1996 | Marrón glacé, el regreso | María José Monarde           |
| 1996 | Adrenalina               | Renata Winter                |
| 1997 | Rossabella               | Sofía Humeres                |
| 1998 | A todo dar               | Oriana McLean                |
| 1999 | Algo está cambiando      | Alicia Blanche               |
| 2001 | Piel canela              | Maricarmen                   |
| 2002 | Buen partido             | Liliana Sánchez              |
| 2003 | 16                       | Oriana Fernández             |
| 2004 | 17                       | Oriana Fernández             |
| 2004 | Ídolos                   | Emilia Escorza               |
| 2005 | Amor en tiempo récord    | Teresa Fagalde               |
| 2005 | Entre medias             | Vecina de Maite              |
| 2006 | Montecristo              | Susana Díaz                  |
| 2007 | Vivir con 10             | María José Navarro / Mariana |
| 2009 | Los exitosos Pells       | Consuelo Balaguer            |
| 2013 | Socias                   | Bernardita Risopatrón        |
| 2014 | Mamá mechona             | Aurora Larrañaga             |
| 2014 | Valió la pena            | Fernanda Vicuña              |
| 2015 | Veinteañero a los 40     | Sara Parker                  |
| 2019 | Isla paraíso             | Luciana Bandini              |

| Año  | Título                    | Papel               |
| ---- | ------------------------- | ------------------- |
| 2000 | La otra cara del espejo   | Gabriela / Cecilia  |
| 2002 | Más que amigos            | Patricia            |
| 2002 | El día menos pensado      | Leonora Calabrese   |
| 2002 | La vida es una lotería    | Karen Hausser       |
| 2003 | Cuentos de mujeres        | Meche               |
| 2004 | Bienvenida realidad       | Carolina            |
| 2005 | Tiempo final              | Alejandra / Marcelo |
| 2005 | Heredia y asociados       | Agatha              |
| 2005 | La Nany                   | Rebeca Errázuriz    |
| 2006 | Urgencias                 | Dra. Carmen Grez    |
| 2007 | Mujeres que matan         | Eloiza Cárdenas     |
| 2008 | El blog de la Feña        | Josefina McGellar   |
| 2009 | La Ofis                   | Ximena Ibarra       |
| 2009 | Mis años grossos          | Silvia Guzmán       |
| 2012 | Vida por vida             | María Inés          |
| 2013 | El hombre de tu vida      | Lorena              |
| 2014 | Los archivos del cardenal | Isabel              |
| 2014 | Sudamerican rockers       | Madre de Celeste    |

## Teatro
| Obras de teatro | Obras de teatro                                                                    | Obras de teatro                                                                            | Obras de teatro                      | Obras de teatro |
| Año             | Obra                                                                               | Autores                                                                                    | Dirección                            | Notas |
| --------------- | ---------------------------------------------------------------------------------- | ------------------------------------------------------------------------------------------ | ------------------------------------ | --- |
| 1976/1977       | Teatro Popular Español                                                             | Federico García Lorca, Ramón del Valle Inclán, Rafael Alberti, cancionero anónimo español. | Roberto Fontana                      | |
| 1976/1977       | Teatro Rioplatense                                                                 | Florencio Sánchez, Roberto Cossa, Jacobo Lagsner, Juan Graña, Alberto Paredes.             | Roberto Fontana                      | |
| 1978            | Juegos a la Hora de la Siesta                                                      | Roma Mahieu                                                                                | Carlos Aguilera                      | |
| 1979            | El Jardín de los Cerezos                                                           | Antón Pávlovich Chéjov                                                                     | Dervy Vilas                          | |
| 1979            | Ricardo III                                                                        | William Shakespeare                                                                        | Héctor Manuel Vidal                  | |
| 1979/1980       | La Trastienda                                                                      | Carlos Maggi                                                                               | Júver Salcedo                        | |
| 1980/1981       | Mariana Pineda                                                                     | Federico García Lorca                                                                      | Jorge Curi                           | |
| 1982            | Doña Ramona                                                                        | Víctor Manuel Leites                                                                       | Jorge Curi                           | Temporadas en: Teatro Circular de Montevideo, Teatro Municipal General San Martín de Buenos Aires, Argentina. Premio Florencio a la mejor obra, 1982 |
| 1983            | Los Engañados                                                                      | Lope de Rueda                                                                              | Santiago Introini                    | |
| 1983            | La Rebelión de las Mujeres                                                         | Basada en Lisístrata de Aristófanes                                                        | Mercedes Rein y Jorge Curi           | |
| 1983            | Vivir Para Atrás                                                                   | Juan Graña                                                                                 | Juan Graña                           | |
| 1985            | Las Raíces                                                                         | Milton Schinca                                                                             | Santiago Introini                    | |
| 1986            | Doña Ramona                                                                        | Víctor Manuel Leites                                                                       | Jorge Curi                           | Presentación en las principales ciudades de España. Premio Iberoamericano Festival de Huelva al Mejor Espectáculo. Presentada como obra de Apertura de la primera versión del Festival de Teatro de Cádiz, España. |
| 1989            | Doña Ramona                                                                        | Víctor Manuel Leites                                                                       | Jorge Curi                           | Televisión Española, ciclo de teatro iberoamericano. |
| 1990            | Taxi                                                                               | Ray Cooney                                                                                 | Cristián Campos                      | |
| 1993            | Albertina en Cinco Tiempos                                                         | Michael Tremblay                                                                           | Delfina Guzmán                       | |
| 1994            | Taxi                                                                               | Ray Cooney                                                                                 | Cristián Campos                      | |
| 1995            | Sangre                                                                             | Creación Colectiva                                                                         | Pete Brooks                          | Dramaturgia: Pete Brooks. Estreno en Chile. |
| 1995            | Sangre                                                                             | Creación Colectiva                                                                         | Pete Brooks                          | Dramaturgia: Pete Brooks. Temporada en el Teatro Young Vic de Londres. Gira por Inglaterra y Escocia. |
| 2001            | Monólogos de la Vagina                                                             | Eve Ensler                                                                                 | Liliana Ross                         | |
| 2002            | Yo Soy Tú                                                                          | Alex Jones                                                                                 | Liliana Ross                         | |
| 2004/2005       | Brujas                                                                             | Santiago Moncada                                                                           | Javiera Contador                     | |
| 2006            | Kuarteto                                                                           | Santiago Moncada                                                                           | Tomás Vidiella                       | |
| 2007            | La Casa de Bernarda Alba                                                           | Federico García Lorca                                                                      | Tomás Vidiella                       | |
| 2008            | El Método Grönholm                                                                 | Jordi Galcerain                                                                            | Liliana Ross                         | Gira por las principales ciudades de Chile. |
| 2008            | Cristal Tu Corazón                                                                 | Pedro Lemebel                                                                              | Rodrigo Muñoz                        | Gira por las principales ciudades de Chile. |
| 2009            | Brujas                                                                             | Santiago Moncada                                                                           | Mateo Iribarren                      | Gira por las principales ciudades de Chile. |
| 2012            | En Honor al Mérito (La Investigación Saboteada)                                    | Margarita Musto                                                                            | Sebastián Barrios                    | Temporadas y Gira: - Teatro El Galpón, Uruguay. - Teatro SHA y Centro De La Memoria Haroldo Conti, Argentina. - Centro Cultural Gabriela Mistral (GAM), Chile. |
| 2014            | El Diccionario                                                                     | Manuel Calzada Pérez                                                                       | Manuel Calzada Pérez                 | Centro Cultural Gabriela Mistral GAM - Sala A2. Manuel Calzada Pérez, obtiene por dicha obra en España, su tierra natal, el Premio Nacional de Literatura Dramática año 2014. |
| 2015            | El Diccionario                                                                     | Manuel Calzada Pérez                                                                       | Manuel Calzada Pérez                 | Temporada abril en el Teatro Solís de Montevideo, Uruguay. |
| 2015            | El Diccionario                                                                     | Manuel Calzada Pérez                                                                       | Manuel Calzada Pérez                 | Por invitación de teatro GAM: Reposición temporada agosto de 2015 Sala A2. |
| 2016            | El Diccionario                                                                     | Manuel Calzada Pérez                                                                       | Manuel Calzada Pérez                 | Gira DIRAC por Italia (Ministerio de Relaciones Exteriores de Chile). - Apertura “Festival de Teatro Quartieri dell’Arte (QdA) Sala MAT a Viterbo". - Napoli: “Castello Maschio Angioino”. - Roma: “Teatro di Villa Torlonia”. |
| 2017            | Operación Cóndor: El Vuelo de Laura                                                | Idea original: Liliana García Sosa. Dramaturgia: Daniella Lillo.                           | Liliana García Sosa y Ugo Bentivegna | Estreno Teatro Marcello di Roma, Italia. El “Ministero Italiano per i Beni e le Attività Culturali” (MIBACT) reconoce la obra como Proyecto Especial 2017. Además, es seleccionada para cerrar L'Estate Romana 2017 por el Comune Di Roma, también como reconocimiento especial. Posteriormente participa en el Festival Quartieri dell'Arte en la ciudad de Vitorchiano, Italia. |
| 2018            | Operación Cóndor: El Vuelo de Laura                                                | Idea original: Liliana García Sosa. Dramaturgia: Daniella Lillo.                           | Liliana García Sosa y Ugo Bentivegna | Única función: Teatro El Galpón de Montevideo, Uruguay. |
| 2018            | Operación Cóndor: El Vuelo de Laura                                                | Idea original: Liliana García Sosa. Dramaturgia: Daniella Lillo.                           | Liliana García Sosa y Ugo Bentivegna | Festival Teatro a Mil (FITAM), Santiago de Chile. |
| 2020            | El Diccionario                                                                     | Manuel Calzada Pérez                                                                       | Manuel Calzada Pérez                 | Reposición por celebración primera década del Centro Cultural Gabriela Mistral GAM, seleccionada como “una de las obras que han marcado su historia”. |
| 2023            | Radioteatro Podcast “Mi nombre es Sofia… Marta, Uberlinda, María, Oriana, Raquel…” | Arnaldo Madrid                                                                             | Arnaldo Madrid                       | Ciclo “Historias de Golpe” de ADN Radio y Museo de la Memoria y DDHH Chile. |
| 2023            | Operación Cóndor: El Vuelo de Laura                                                | Idea original: Liliana García Sosa. Dramaturgia: Daniella Lillo.                           | Liliana García Sosa                  | Centro Cultural Gabriela Mistral (GAM). |
| 2023            | Operación Cóndor: El Vuelo de Laura                                                | Idea original: Liliana García Sosa. Dramaturgia: Daniella Lillo.                           | Liliana García Sosa                  | Función especial en Aula Magna Facultad de Medicina Universidad de Chile. |
| 2024            | Operación Cóndor: El Vuelo de Laura                                                | Idea original: Liliana García Sosa. Dramaturgia: Daniella Lillo.                           | Liliana García Sosa                  | Anfiteatro Parque Juan XXIII-Corporación Cultural de Ñuñoa. |
| 2024            | Operación Cóndor: El Vuelo de Laura                                                | Idea original: Liliana García Sosa. Dramaturgia: Daniella Lillo.                           | Liliana García Sosa                  | Gira Internacional "Teatro El Galpón" Montevideo/Uruguay. |
| 2024            | Operación Cóndor: El Vuelo de Laura                                                | Idea original: Liliana García Sosa. Dramaturgia: Daniella Lillo.                           | Liliana García Sosa                  | Gira Internacional "Teatro El Galpón" Montevideo/Uruguay y "Teatro Payró" Buenos Aires/Argentina. |
| 2024            | Operación Cóndor: El Vuelo de Laura                                                | Idea original: Liliana García Sosa. Dramaturgia: Daniella Lillo.                           | Liliana García Sosa                  | XXXV edición Temporales Internacionales de Teatro Puerto Montt-Chile. |

## Filmografía
| Año  | Título                  | Director              |
| ---- | ----------------------- | --------------------- |
| 1990 | La Telenovela Errante   | Raúl Ruiz             |
| 1991 | A TV Dante, Cantos 9-14 | Raúl Ruiz             |
| 1996 | Mi último hombre        | Tatiana Gaviola       |
| 1998 | Tuve un Sueño Contigo   | Gonzalo Justiniano    |
| 1999 | El Viñedo               | Esteban Schroeder     |
| 2003 | El Baño                 | Gregory Cohen         |
| 2007 | Mi Corazón en Chile     | Jörg Grünler          |
| 2011 | Santiago Violenta       | Ernesto Díaz Espinoza |
| 2012 | Gloria                  | Sebastián Lelio       |